# Теголето (Арецо)
Теголето је насеље у Италији у округу Арецо, региону Тоскана.
Према процени из 2011. у насељу је живело 1373 становника. Насеље се налази на надморској висини од 258 м.